# Gonomyia (Leiponeura) mesoneura
Gonomyia (Leiponeura) mesoneura is een tweevleugelige uit de familie steltmuggen (Limoniidae). De soort komt voor in het Australaziatisch gebied.